# Casa de Kayus
Kayusid o Casa de Kayus (también Kâvos) o Kâvusakân (kurdo: Hozi Kavusakan) (226-380) era un reino kurdo independiente de la zona sur-central de Kurdistán establecido en el año 226. La Casa de Kayus se constituyó tras un acuerdo entre dirigentes y reinos kurdos, y el Imperio Persa, tras una guerra de dos años entre el imperio y los reinos locales. Un príncipe kurdo del lugar, Kayus, fue nombrado tributariamente para reinar a los kurdos. Junto a Corduene, Kayus estaba entre los últimos reinos semiautónomos de la era Sasánida. Tras la caída de los Sasánidas y la conquista Árabe, se establecieron en la misma región nuevos reinos kurdos como los Hasanwayhid alrededor del siglo X.
Antes del establecimiento de la Casa Kayus, un número de principados unificados y reinos kurdos desde Barzan y Hakkâri, hasta Mukriyan y Shahrazur gobernaron bajo el liderato del Reino de Kerm (serpiente) concentrado en Kermanshah. En el año 224, Ardashir I, fundó el Imperio Persa Sasánida, retando al Reino de Kermanshah en una guerra bienal, antes de establecer un protectorado sobre un número de reinos Kurdos a lo largo de la región. La Casa Kayus se constituyó el año 226 y perduró como reino semiindependiente hasta el año 380, en que Ardashir II eliminó al último gobernante y miembro dinástico.
Se han hallado una serie de tumbas en el corte rocoso de las montañas de la región de Kermanshah que se cree que datan de la época de la Casa de Kayus. Las tallas más famosas de Kermanshah se encuentran en Taq-e Bustan y supuestamente el emplazamiento de la Casa de Kayus.